# Muborak Mansurova
Muborak Umarovna Mansurova, em tajique:  Муборак Умаровна Мансурова (Bukhara, 11 de agosto de 1920 - Duchambé, 2008) foi uma bióloga tajique. 
Nascida em Bukhara, Mansurova formou-se em Biologia pelo Central Asian Institute em Tashkent em 1942. Ela voltou para Bukhara após a graduação, e por um tempo trabalhou em uma fazenda de bicho-da-seda. Em 1946, ela se tornou diretora de produção de bicho-da-seda. Mais tarde, ela se tornou professora de anatomia e zoologia do Instituto de Agricultura do Tadjiquistão. Em 1969, ela se tornou diretora do Departamento de Anatomia e Histologia da mesma instituição. Ela se doutorou em biologia em 1973, com uma tese intitulada Alterações em aspectos Específicos da Anatomia, Histologia, Química e Fisiologia do Esqueleto de Hisari Ovelhas com Relação ao Envelhecimento, e no ano seguinte foi nomeada professora. Sua principal área de investigação é a morfologia dos animais domésticos. Entre outros títulos, publicou A Estrutura Óssea Química dos Vários Tipos de Ovelhas criadas no Tajiquistão (Dushanbe, 1960) e, em 1974, começou a estudar o bisonte Pamiri. Por muitos anos, ela presidiu o Conselho de Mulheres na universidade, desde a sua criação. Durante sua carreira, Mansurova recebeu uma série de prêmios por seu trabalho, entre eles a Ordem de Distintivo de Honra.